# Laddi
Þórhallur Sigurðsson, känd under artistnamnet Laddi, född 20 januari 1947 är en isländsk skådespelare, sångare, komiker och röstskådespelare.
Laddi har som musiker varit aktiv som trummis i bandet Faxa och som sångare i bandet Tárin. Han har även varit verksam i bandet Ömum. Under 80-talet medverkade han i musik- och komikergruppen Halli og Laddi tillsammans med sin bror Haraldur Sigurðsson. Laddi syntes också i Björks musikvideo till låten "Triumph of a Heart".
Laddi har som röstskådespelare gjort den isländska rösten till bland annat till Timon i Lejonkungen, Asterix i flertalet Asterix-filmer, samt Anden i Aladdin.

## Filmografi (urval)
- 1984: Guld Sand – bandledare
- 1985: Landluft – Hilmar
- 1986: Heilsubælið – diverse
- 1989: Kristnihald undir jökli – Jódínus Álfberg
- 1989: Magnús – Theódór Ólafsson
- 1992: Manskören – Jón
- 1994: Biodagar – Valdi
- 2000: Íslenski draumurinn – butiksägare
- 2000: Ikíngut – Þjónn Sýslumanns
- 2002: Stella í framboði – Salomon
- 2009: Jóhannes – Jóhannes
- 2013: Ófeigur gengur aftur – Ófeigur
- 2013: The Secret Life of Walter Mitty – Trawler Captain
- 2014: Harry & Heimir: Morð eru til alls fyrst – Símon
- 2020: Jarðarförin mín – Benedikt

### Isländsk dubbning
- 1992: Tom & Jerry gör stan osäker – Ludde, Ferdinand och Grändkatt[9]
- 1993: Aladdin – Anden[6]
- 1997: Herkules – Skrik och Hermes[6]
- 1998: Flåklypa Grand Prix– Shejk Ben Redic Fy Fazan[10][11]
- 1999: Asterix och Obelix möter Caesar – Asterix[7]
- 2002: Lilo & Stitch – Agent Pleakley[6]
- 2004: Björnbröder – Rutt[6]
- 2009: Prinsessan & Grodan – Ray[6]
- 2017: Ice Age: Scratattack – Teddy[6]

## Diskografi (urval)
- 1977: Fyrr Má Nú Aldeilis Fyrrvera
- 1981: Deió
- 1981: Stór Pönkarinn (Singel)
- 1985: Einn Voða Vitlaus
- 1987: Ertu Búnaðverasvonalengi ?
- 1990: Of Feit Fyrir Mig
- 1995: Halli Og Laddi Í Strumpalandi
- 2009: Jólasaga Með Ladda